# Phrynobatrachus sternfeldi
Espèce
Synonymes
- Arthroleptis taeniatus Sternfeld, 1917
- Arthroleptis sternfeldi Ahl, 1924

Statut de conservation UICN

 DD  : Données insuffisantes
Phrynobatrachus sternfeldi est une espèce d'amphibiens de la famille des Phrynobatrachidae.

## Répartition
Cette espèce est endémique de République centrafricaine. Elle n'est connue que dans sa localité type, Fort Crampel,.

## Étymologie
Son nom d'espèce, sternfeldi, lui a été donné en référence à Richard Sternfeld (1884-1943), herpétologiste allemand qui a notamment décrit cette espèce sous Arthroleptis taeniatus.

## Publication originale
- Ahl, 1924 : Zur Kenntnis der Froschfauna Afrikas. Zoologischer Anzeiger, vol. 58, p. 81-82.